# Estação Einstein
A Estação Einstein é uma das estações do Metrô de Santiago, situada em Santiago, entre a Estação Dorsal e a Estação Cementerios. Faz parte da Linha 2.
Foi inaugurada em 25 de novembro de 2005. Localiza-se no cruzamento da Avenida Recoleta com a Avenida Einstein. Atende a comuna de Recoleta.